# Arene (Mythologie)
Arene (altgriechisch Ἀρήνη Arḗnē) ist in der griechischen Mythologie die Tochter des spartanischen Königs Oibalos (und der Gorgophone) sowie nach einer Sagenversion die Halbschwester von Tyndareos, Hippokoon und Ikarios, welche die Söhne von Oibalos und der Najade Bateia sind.
Sie ist die Gattin des Aphareus und von diesem Mutter der Argonauten Lynkeus und Idas. Nach Pausanias benannte Aphareus eine von ihm in Messenien gegründete Stadt nach ihr Arene, auch soll die Quelle Arene in Triphylien nach ihr benannt worden sein.